# Paspalum guayanerum
Paspalum guayanerum là một loài thực vật có hoa trong họ Hòa thảo. Loài này được Beetle mô tả khoa học đầu tiên năm 1977.